# TTV Noordkop
TTV Noordkop is een Nederlandse tafeltennisvereniging uit Den Helder die in 1936 werd opgericht als onderdeel van de Helderse Atletiekvereniging (H.A.V.). De club verwierf landelijk aanzien door met name haar hoogste vrouwenploeg, die in 1990 doordrong tot de Nederlandse eredivisie en in 1992 en 1993 (als HOI Opleidingen) en 2011, 2013 t/m 2018 en 2024 (als Dozy Den Helder Noordkop) algeheel landskampioen werd. De club noemt zich sinds het najaar van 2008 Dozy Den Helder Noordkop. 
De vrouwen van Noordkop wonnen tevens in 1991, 1992, 1993, 1995, 1996 (als HOI Opleidingen), 1997, 1998 (als ROC Noordkop), 2000, 2006/07 (als NAK/Den Helder) en 2009, 2010, 2011, 2012, 2013, 2014, 2015, 2016, 2017 en 2018 (als Dozy Den Helder/Noordkop) de nationale beker / Eredivisiecup.

## Historie
TTV Noordkop werd opgericht als onderdeel van de Helderse Atletiekvereniging. De naam van de club werd later omgedoopt in Sportvereniging Noordkop, een club die zich met verschillende sporten bezighield. Eind jaren zeventig splitsten verschillende takken van sport zich af, waardoor onder meer TTV Noordkop een feit werd. Hoewel het de naam van vertegenwoordigende teams regelmatig aanpast in verband met de sponsoring, is de kernnaam sindsdien hetzelfde gebleven.

## Selectiespelers
Onder meer de volgende spelers speelden minimaal één wedstrijd voor Noordkop in de eredivisie:
| - Christa Bénit - Melanie Bierdrager - Alexandra Chirametli - Rianne van Duin - Nikki Eerland - Ana Gogorita - Yoeke Gunsing | - Guusje Hendriks - Evelien Hengstman - Li Jiao (10x NK) - Li Jie (2x NK) - Dobrila Jorguseska - Galina Melnik | - Shuohan Men (4x NK) - Emily Noor (1x NK) - Jelena Timina (1x NK) - Yana Timina - Bettine Vriesekoop (14x NK) - Yun Zhang |

- NK = Nederlands Kampioen enkelspel

## Erelijst
- Nederlands landskampioen vrouwen: 1992, 1993, 2011, 2013, 2014, 2015, 2016, 2017, 2018, 2024
- Winnaar nationale beker vrouwen: 1991, 1992, 1993, 1995, 1996 (als HOI Opleidingen), 1997, 1998 (als ROC Noordkop), 2000 en 2006/07 (als NAK/Den Helder), 2009, 2010, 2011, 2012, 2013, 2014, 2015, 2016, 2017 en 2018 (als Dozy Den Helder/Noordkop)